# Panicum konaense
Panicum konaense là một loài thực vật có hoa trong họ Hòa thảo. Loài này được Whitney & Hosaka mô tả khoa học đầu tiên năm 1936.

## Hình ảnh

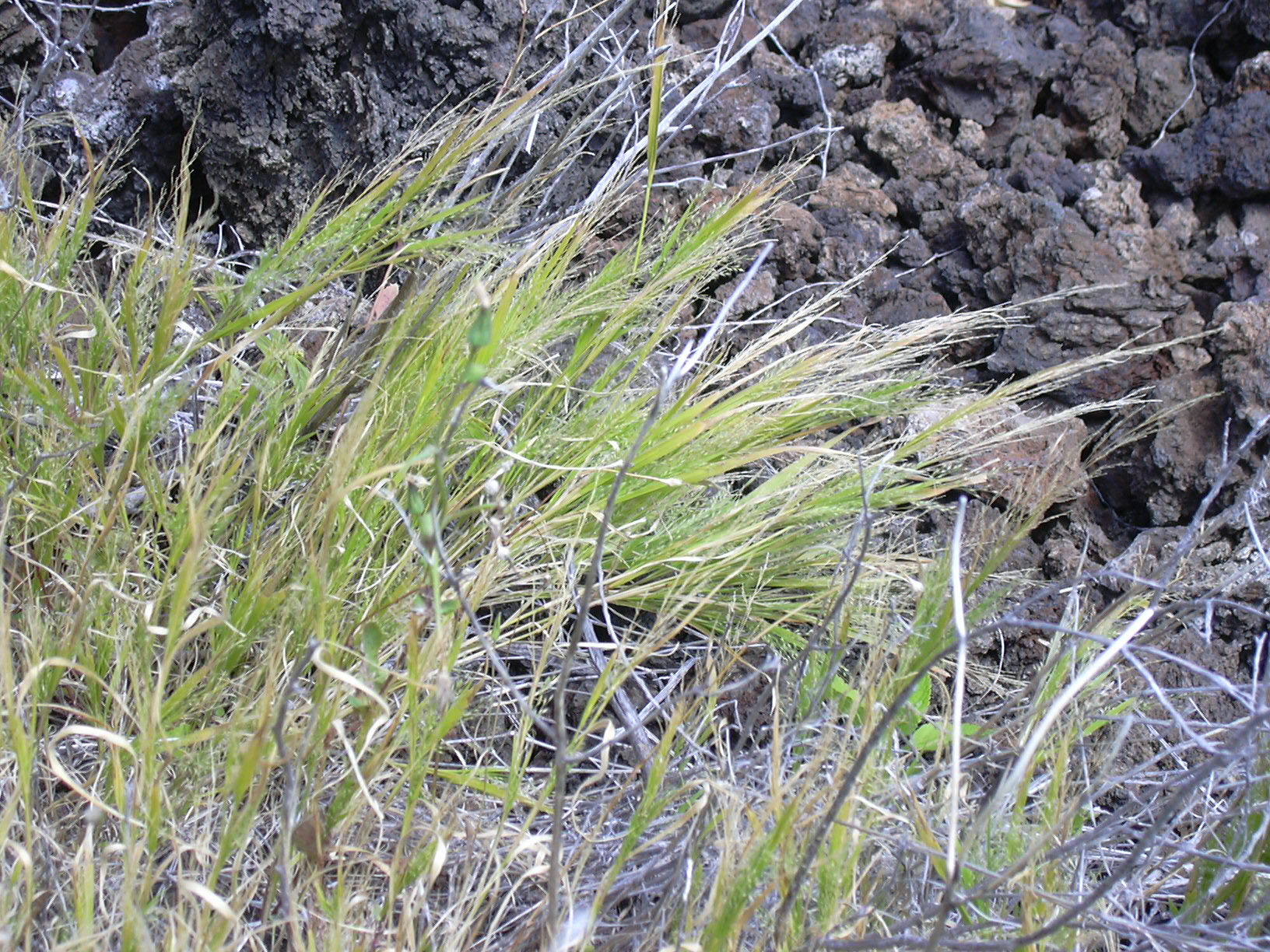